# NGC 2294
NGC 2294 este o infrared source⁠(d) situată în constelația Gemenii. A fost descoperită în 22 februarie 1849 de către William Parsons, 3rd Earl of Rosse⁠(d). Se află la o distanță de 71,89 de megaparseci de Pământ.